# Wohnhaus Neustadtstraße 3 (Calvörde)
Das Wohnhaus Neustadtstraße 3 in Calvörde  steht unter Denkmalschutz.

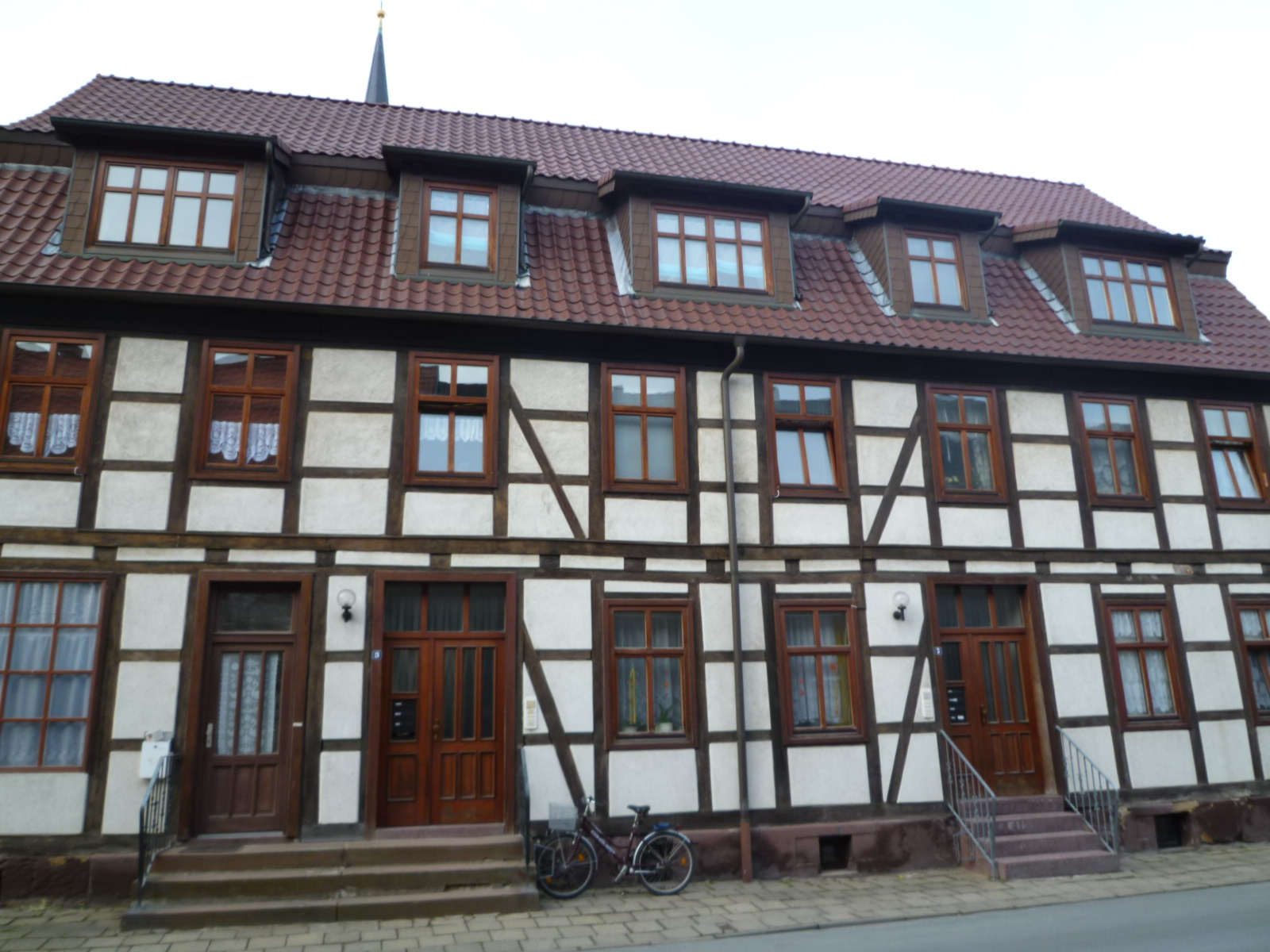
Wohnhaus 2011

## Lage und Beschreibung
Dieses Fachwerkhaus steht in der Neustadtstraße unweit des Marktplatzes von Calvörde. Das Bauwerk ist Teil eines stattlichen Ackerbürgerhofes und ist vergleichsweise, von der Bebauung, wie die Fachwerkhäuser am Kirchplatz um der St.-Georgskirche. Das Bauwerk ist im späten 18. Jahrhundert entstanden und ist ein zweistöckiger Fachwerkbau mit einem Mansarddach. Das Haus besteht aus zwei räumlich getrennten sowie symmetrischen Einzelwohnhäusern und wurde um das Jahr 2000 von Grund auf saniert. Heute befinden sich in beiden Teilen kleine Mietwohnungen.